# Výsost
Výsost (obvykle předchází Jeho nebo Její) je šlechtický, resp. panovnický titul, který patřil zejména vévodům. 

## Charakteristika
V českojazyčném prostředí se rozlišují následující stupně:
- Císařská a královská Výsost (angl. Imperial and Royal Highness, něm. Kaiserliche und Königliche Hoheit) pro:
  - Rakouské arcivévody a arcivévodkyně (tj. i toskánští velkovévodové, princové a princezny)
  - korunní prince Německé říše a Pruska
  - Brazilské prince a princezny
- Císařská Výsost (angl. Imperial Highness, něm. Kaiserliche Hoheit) pro:
  - arcivévody a arcivévodkyně
  - Ruská velkoknížata a velkokněžny
- Královská Výsost (angl. Royal Highness, něm. Königliche Hoheit) pro:
  - velkovévody a velkovévodkyně
  - vévody sasko-koburského a gothajského 
(Toto oslovení bylo předmětem sporu. Z titulu vévody měli vévodové sasko-kobursko-gothajští vlastně nárok jen na oslovení „Výsost“. Jelikož však někteří koburští vévodové byli současně princi Spojeného království a Irska, odvozoval se z těchto jejich zahraničních titulů nárok na oslovení „Královská Výsost“.)
  - vévody, prince a princezny z bourbonsko-parmského rodu (včetně lucemburské velkovévodské rodiny) jako součást španělského královského rodu Bourbon(-Anjou)
  - brunšvické vévody, prince a princezny z královského hannoverského rodu
  - pro hlavy kurfiřtských a vévodských domů
  - děti králů
  - sourozence králů
  - morganatické manžely a manželky králů (při odpovídajícím zákonném nároku)
  - děti některých velkovévodů
- Velkovévodská Výsost (angl. Grand Ducal Highness, něm. Großherzogliche Hoheit) pro:
  - děti velkovévodů
  - sourozence velkovévodů
- Výsost (angl. Highness, něm. Hoheit) pro:
  - vévody a vévodkyně
  - sourozence krále
  - děti velkovévodů, vévodů a některých knížat
  - některé členy bádenské, oldenburské, hesenské a sasko-výmarsko-eisenašské dynastie

## Výraz v ostatních jazycích
- Slovensky: Jeho/Jej Výsosť
- Rusky: Его/Её Высочество
- Anglicky: His/Her Highness
- Německy: Seine/Ihre Hoheit
- Italsky: Sua Altezza
- Francouzsky: Son Altesse
- Španělsky: Su Alteza